# Atesta brooksi
Atesta brooksi är en skalbaggsart som beskrevs av Wang 1993. Atesta brooksi ingår i släktet Atesta och familjen långhorningar. Inga underarter finns listade.